# Villa Germania (Radebeul)
Die Villa Germania, auch Landhaus Germania, liegt im Stadtteil Kötzschenbroda der sächsischen Stadt Radebeul, in der Meißner Straße 221. Der Bau wurde vom Grundstücksbesitzer Gottlieb August Kunze im Mai 1873 mit einem Entwurf des Baumeisters H. Richter beantragt, die Baurevision erfolgte im April 1875.

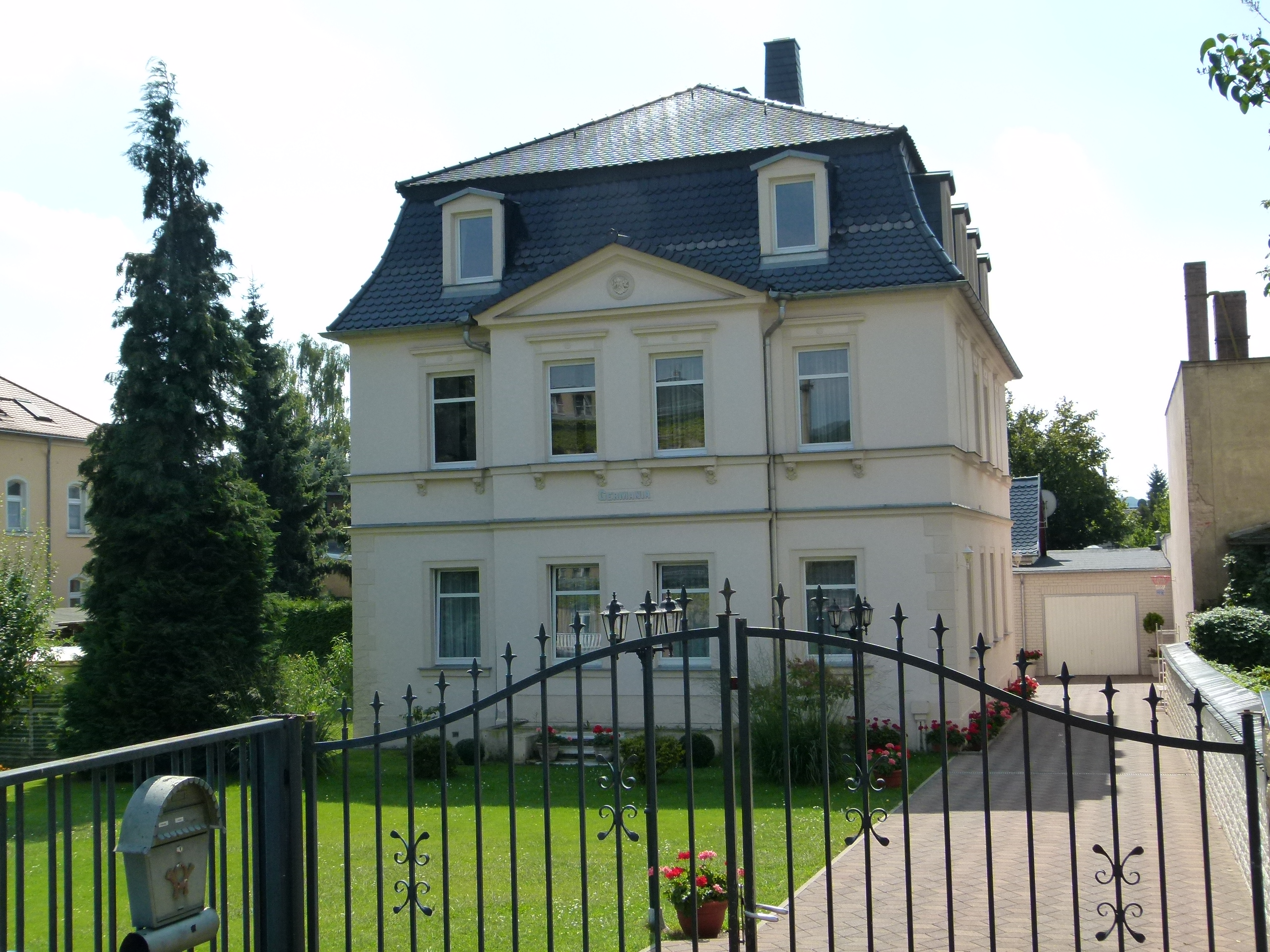
Villa Germania

## Beschreibung
Die unter Denkmalschutz stehende Mietvilla ist ein zweigeschossiges Wohnhaus auf der Südseite der Meißner Straße. Das von der Straße zurückgelegene Gebäude hat im Süden Nebengebäude stehen, auch von den Nachbargrundstücken, Gartenflächen liegen im Osten und Norden.
Das zweigeschossige Wohnhaus hat einen etwa quadratischen Grundriss sowie ein ziegelgedecktes, ausgebautes Mansarddach mit zwei Gauben in der Straßenansicht sowie zahlreichen weiteren in den anderen Himmelsrichtungen. In der symmetrisch angelegten, vierachsigen Fassade der Straßenansicht steht ein zweiachsiger Mittelrisalit mit einem Dreiecksgiebel, der durch ein Medaillon geschmückt wird.
Die Gliederung der beiden Geschosse des Putzbaus erfolgt über ein Geschossgesims mit einem darüberliegenden Sohlbankgesims. Das Erdgeschoss wird durch eine Eckquaderung geschmückt. Die Fenster werden von Sandsteingewänden eingefasst, die im Obergeschoss durch gerade Verdachungen sowie durch Sohlbänke auf Konsolen begleitet werden.
Der Häusername bezieht sich auf die deutsche Nationalallegorie jener Zeit, die Germania.